# Beizama
Beizama est une commune du Guipuscoa dans la communauté autonome du Pays basque en Espagne.
Beizama est connue localement pour deux faits :
- Être le centre géographique du Gipuzkoa (dans son quartier de Nuarbe) ;
- Avoir été le théâtre de crimes des plus connus de l'histoire noire du Pays basque au XXe siècle. Le crime de Beizama s'est déroulé en 1926 et l'on s'en souvient encore aujourd'hui.

## Géographie
Beizama se situe dans le centre géographique du Guipuscoa. Elle appartient à la comarque d'Urola Kosta. Beizama se trouve à 39 km de la capitale provinciale, Saint-Sébastien. Azpeitia est à 11 km et est le centre d'attraction comarqual bien que Tolosa se trouve à 15 km. L'accès à Beizama se fait à travers les routes locales.
Elle est limitée au sud par Beasain, à l'est par Albiztur et Bidania-Goiatz, au nord par Errezil et à l'ouest par Azpeitia.
La ville de Beizama se situe dans les flancs du mont Illaun sur le massif de Murumendi. Elle est entourée de forêts et de prairies. Étant à 485 m d'altitude, elle est la seconde ville la plus haute du Guipuscoa après Bidania-Goiatz.

## Société
Beizama compte actuellement une population de 166 habitants. Elle est une des municipalités des plus dépeuplée de la comarque. Son caractère rural et d'isolement a été propice a une importante perte de population tout au long du XXe siècle (en 1900, elle comptait 634 habitants soit 4 fois plus que sa population actuelle). Cette "hémorragie" a été particulièrement forte dans les années 1960/70 mais elle s'est stabilisée ces dernières années pour avoisiner les 170 habitants depuis environ 25 ans.
La pyramide des âges montre une population vieillie et à prédominance masculine, si coutumière dans le milieu rural basque. La quasi-totalité de la population est bilingue, le basque étant très répandu.

## Histoire

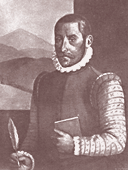
Esteban de Garibay.

Certains historiens du XVIe siècle comme Juan de Mariana ou Esteban de Garibay croyaient que Beizama était Segisama que l'on citait dans les chroniques des guerres cantabres. Cette thèse fut réfutée par d'autres historiens par la suite et actuellement elle n'est pas prise en considération. Cette croyance s'est enracinée sans doute grâce aux légendes qui font référence aux luttes entre les natifs et les Romains dans les zones proches de Beizama (Zelatum, Aldaba et Mendicute).
La première mention historique remonte à 1027, lorsqu'il est mentionné dans un document de démarcation de l'évêché de Pampelune, étendu par le roi Sanche III de Navarre, comme une des vallées composant le diocèse.
Durant le Moyen Âge, elle appartint à l'alcalde Mayor de Sayaz qui regroupait les villages de Beitzama, Errekil, Aia, Bidania et Goyaz. Cette mairie principale était dirigée par un maire nommé par le roi qui habitait généralement dans la cour. Ce n'est que Philippe II d'Espagne qui permit, en 1563, à chaque village de désigner son maire. Les cinq bourgades sont restées en communauté formant l'union de Sayaz qui dura jusqu'au XIXe siècle et qui payaient la représentation conjointe aux Juntes Générales du Guipuscoa.
Historiquement Beizama a le titre de Noble y Leal Universidad. Le blason montrait un arbre frondeux, avec une étoile de chaque côté et une couronne royale au-dessus. L'emblème actuel de la municipalité ne montre pas la couronne. Au XIXe siècle, avec la réforme municipale, elle se convertit en Udal / Municipio.
Au XVIIIe siècle, la mairie réalisa une opération de reboisement à grande échelle, plantant près de 1 000 000 chênes.

## Crime de Beizama

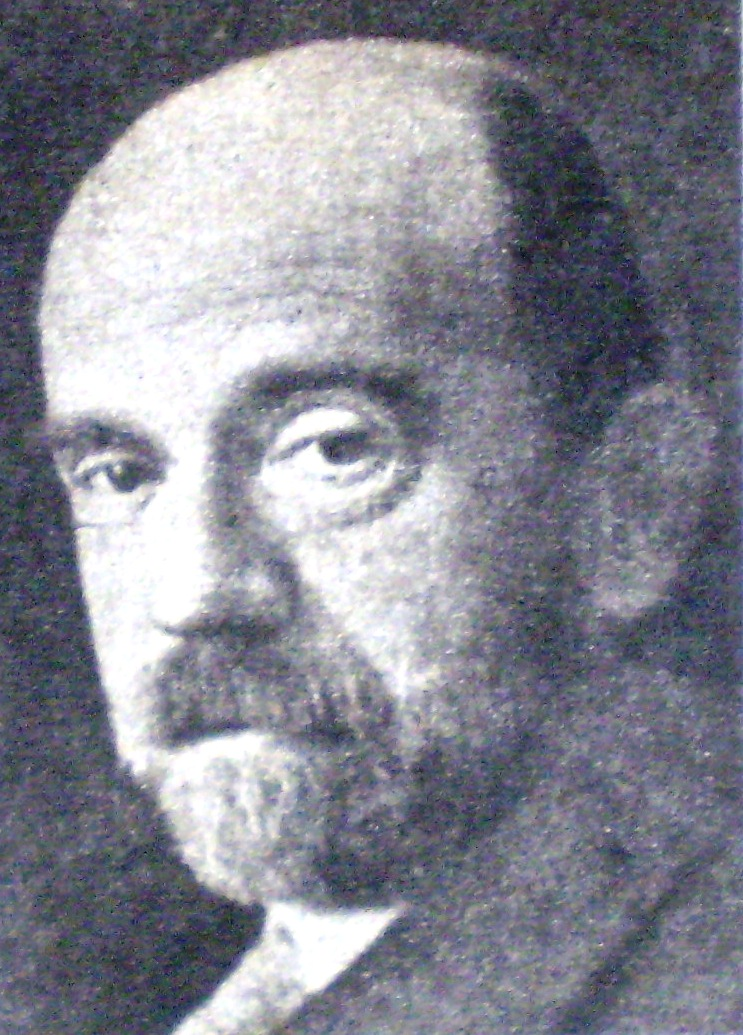
L'écrivain Pio Baroja

Il se passa le 14 novembre 1926, lorsque deux femmes (une mère et sa fille) sont assassinées dans la ferme Korosagasti de Beizama. Le double assassinat provoqua un terrible impact dans la société guipuscoane de l'époque qui n'était pas habituée à ce que ce genre de faits (pire encore dans le milieu rural).
L'écrivain Pio Baroja mentionna le fait dans sa nouvelle El cabo de las tormentas. Depuis lors le nom du village est toujours associé au fait que nul ne fut jamais soupçonné. D'après ce que l'on dit, il s'agirait du majordome.

## Personnalités liées à la commune
La ville est remarquée pour avoir donné divers religieux de renom et de sportifs (sports ruraux basques), principalement des aizkolariak.
Parmi elles se détache la personnalité suivante :
- Alejandro Labaca (1920-1987): prêtre de l'Ordre des Capucins. Fut missionnaire dans l'est de l'Équateur, vicaire apostolique d'Aguaricó et évêque. Il s'illustra comme défenseur des droits des minorités indigènes en Équateur face aux compagnies pétrolières. Paradoxalement il mourut, près de la sœur missionnaire Inés Arango, assassinée par la tribu amérindienne des huaoranis. Beaucoup le considère comme un martyr et est actuellement en processus de béatification.

### Sources
- (es) Cet article est partiellement ou en totalité issu de l’article de Wikipédia en espagnol intitulé « Beizama » (voir la liste des auteurs).